# Girls' Generation World Tour Girls & Peace
Girls' Generation World Tour Girls & Peace là chuyến lưu diễn thứ năm và là chuyến lưu diễn thế giới đầu tiên của nhóm nhạc Hàn Quốc Girls' Generation. Chuyến lưu diễn đã được chính thức công bố vào tháng 4 năm 2013 với hai đêm ở Hàn Quốc và kế hoạch trong tương lai là đi toàn thế giới.

## Lịch sử

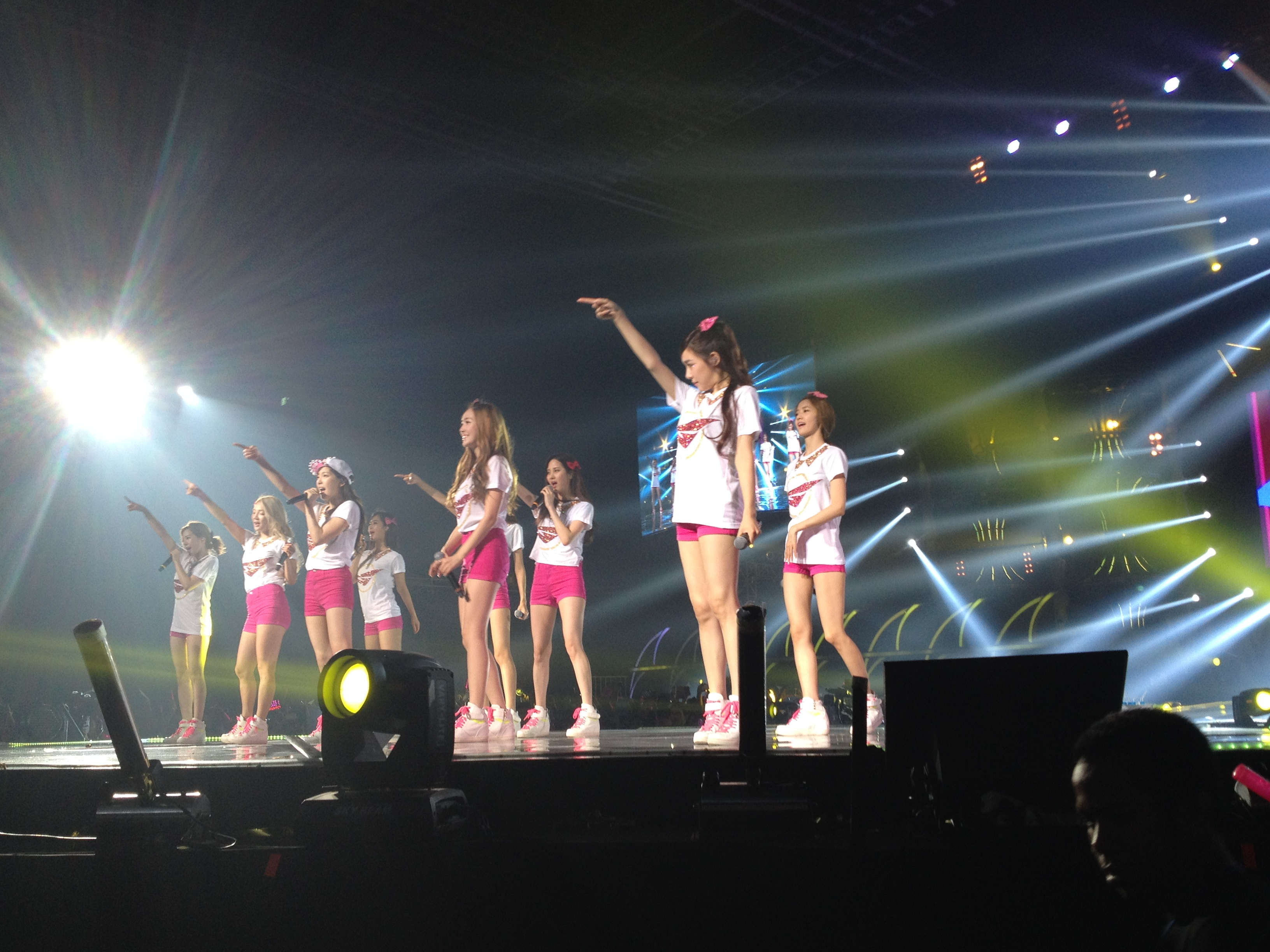
Girls' Generation trong đêm diễn ở Jakarta

Chuyến lưu diễn vòng quanh thế giới này đã được chính thức công bố bởi công ty của họ SM Entertainment vào ngày 26 tháng 4 năm 2013, với hai ngày ở Seoul, Hàn Quốc tại sân vận động Olympic Park. Chuyến lưu diễn này là chuyến lưu diễn thế giới đầu tiên của Girls' Generation sau khi họ đã đi lưu diễn Châu Á và Nhật Bản năm lần trước và chỉ một tuần sau khi hoàn thành tour diễn vòng quanh Nhật Bản thứ hai của họ, Girls & Peace Japan 2nd Tour. 
Đêm diễn ở Seoul là lần đầu tiên nhóm thực hiện riêng cho mình đêm diễn ở Hàn Quốc trong hai năm tính từ tour diễn 2011 Girls' Generation Tour vào tháng 7 năm 2011. Vé cho đêm diễn ở Hàn Quốc được bán ở G-Market vào ngày 9 tháng 5. Kế hoạch cho tour diễn và vé của các buổi hòa nhạc dành riêng cho người hâm mộ ở nước ngoài đã được công bố đồng thời thông qua SM Entertainment Culture & Content website. Vào ngày 5 tháng 6, buổi biểu diễn tại Đài Loan được công bố diễn ra ở Nhà thi đấu Đài Bắc, vào ngày 20 và 21, 2013.
Tại buổi họp báo vào ngày 8 tháng 6, SNSD đã công bố rằng họ sẽ được hướng đến Hoa Kỳ và Nam Mỹ sau buổi biểu diễn của nhóm tại Đài Bắc vào tháng Bảy.
Vào ngày 22 tháng 6 năm 2013, nhóm công bố tại 2013 Asia Style Collection được tổ chức tại Singapore rằng họ sẽ trở về thành phố này trong tour diễn.
Vào ngày 2 tháng 8 năm 2013, Dyandra Entertainment, một nhà tài trợ ở Indonesia đã công bố buổi diễn ở Jakarta thông qua tài khoản Twitter của họ. Buổi hòa nhạc ở Indonesia được tổ chức vào ngày 14 tháng 9 năm 2013 tại sân vận động quốc tế Mata Elang, Alcohol, Bắc Jakarta. Đây là buổi diễn solo đầu tiên của Girls' Generation ở đất nước này.
Vào ngày 15 tháng 8 năm 2013, Giám đốc điều hành của Running Into The Sun - Beatrice Chia-Richmond - thông báo rằng buổi diễn tại Singapore sẽ được tổ chức vào ngày 12 tháng 10 năm 2013. 8,000 tấm vé đã hết sạch chỉ sau một ngày bán ra.
Vào ngày 01 tháng 11 năm 2013, Facebook chính thức của SM True, một nhà sáng lập của SM Entertainment ở Thái Lan thông báo rằng buổi biểu diễn tại Thái Lan sẽ được tổ chức vào ngày 11 tháng 1 năm 2014 tại Impact, Muang Thong Thani. Đêm diễn ở Bangkok, Thái Lan đã diễn ra thành công với 12,000 tấm vé được bán ra trong vòng 10 phút.
Vào ngày 15 tháng 2 năm 2014, trong đêm diễn của nhóm ở Ma Cao, Taeyeon đã thông báo rằng Ma Cao là điểm dừng chân cuối cùng của chuyến lưu diễn, tuy nhiên một chuyến lưu diễn thế giới khác sẽ được bắt đầu sớm. Sooyoung nói thêm rằng sau chuyến lưu diễn vòng quanh Nhật Bản thứ ba của họ, GIRLS' GENERATION ~LOVE&PEACE~ Japan 3rd Tour, sẽ có thêm một chuyến lưu diễn mới để quảng bá cho mini album Mr.Mr..

## Danh sách các màn biểu diễn
Main Set

Act 1
1. "Hoot"
2. "Animal"
3. "Talk Talk"
4. "The Boys"
5. "I Got a Boy"
6. "Say Yes"
7. "Dancing Queen"

Act 2
1. "Mr. Taxi"(Korean version)
2. "T.O.P."
3. "Flower Power"

Act 3
1. "Paparazzi"
2. "Run Devil Run"
3. "Reflection"

Act 4
1. "Promise"
2. "Baby Baby"(Ballad version)

Act 5
1. "I'm A Diamond"
2. "Express 999"
3. "Tell Me Your Wish (Genie)"
4. "The Great Escape"(Brian Lee remix) /"Can't Take My Eyes Off You"

Act 6
1. "My J"
2. "Kissing You"/"Way to Go"
3. "Gee"
4. "Forever"

Encore
1. "Into The New World"
2. "Love & Girls"
3. "Oh!"
4. "How Great Is Your Love"
5. "Twinkle"(Cả chín thành viên)

Double Encore (Một số đêm diễn nhất định)1
1. "Gee"

Main Set

Act 1
1. "Hoot"
2. "Animal"
3. "Talk Talk"
4. "The Boys"
5. "I Got a Boy"
6. "Say Yes"
7. "Dancing Queen"

Act 2
1. "Mr. Taxi"(Korean version)
2. "T.O.P."
3. "Flower Power"

Act 3
1. "Paparazzi"
2. "Run Devil Run"
3. "Reflection"

Act 4
1. "Promise"
2. "Baby Baby"(Ballad version)

Act 5
1. "I'm A Diamond"
2. "Express 999"
3. "Tell Me Your Wish (Genie)"
4. "The Great Escape"(Brian Lee remix) /"Can't Take My Eyes Off You"

Act 6
1. "My J"
2. "Kissing You"/"Way to Go"
3. "Gee"
4. "Forever"

Encore
1. "Into The New World"
2. "Love & Girls"
3. "Oh!"
4. "How Great Is Your Love"
5. "Twinkle"(Cả chín thành viên)

Main Set

Act 1
1. "Hoot"
2. "Animal"
3. "The Boys"
4. "I Got a Boy"
5. "Say Yes"
6. "Dancing Queen"

Act 2
1. "Mr. Taxi"(Korean version)
2. "T.O.P."
3. "Flower Power"

Act 3
1. "Paparazzi"
2. "Run Devil Run"
3. "Reflection"

Act 4
1. "Promise"
2. "Baby Baby"(Ballad version)

Act 5
1. "I'm A Diamond"
2. "Express 999"
3. "Tell Me Your Wish (Genie)"
4. "The Great Escape"(Brian Lee remix) /"Can't Take My Eyes Off You"

Act 6
1. "My J"
2. "Kissing You"/"Way to Go"
3. "Gee"
4. "Forever"

Encore
1. "Into The New World"
2. "Oh!"
3. "Twinkle"(Cả chín thành viên)

Main Set

Act 1
1. "Hoot"
2. "Animal"
3. "The Boys"
4. "I Got a Boy"
5. "Say Yes"
6. "Dancing Queen"

Act 2
1. "Mr. Taxi"(Korean version)
2. "T.O.P."
3. "Flower Power"

Act 3
1. "Paparazzi"
2. "Run Devil Run"
3. "Reflection"

Act 4
1. "Promise"
2. "Baby Baby"(Ballad version)

Act 5
1. "I'm A Diamond"
2. "Express 999"
3. "Tell Me Your Wish (Genie)"
4. "The Great Escape"(Brian Lee remix) /"Can't Take My Eyes Off You"

Act 6
1. "My J"
2. "Kissing You"/"Way to Go"
3. "Gee"
4. "Forever"

Encore
1. "Into The New World"
2. "Oh!"
3. "Twinkle"(Cả chín thành viên)

Opening Act

1. "Specatacular"/"MAMAMA"- TASTY
2. "You Know Me"- TASTY

Main Set 

Act 1
1. "Hoot"
2. "Animal"
3. "The Boys"
4. "I Got a Boy"
5. "Say Yes"
6. "Dancing Queen"

Act 2
1. "Mr. Taxi"(Korean version)
2. "T.O.P."
3. "Flower Power"

Act 3
1. "Paparazzi"
2. "Run Devil Run"
3. "Reflection"

Act 4
1. "Promise"
2. "Baby Baby"(Ballad version)

Act 5
1. "I'm A Diamond"
2. "Express 999"
3. "Tell Me Your Wish (Genie)"
4. "The Great Escape"(Brian Lee remix) /"Can't Take My Eyes Off You"

Act 6
1. "My J"
2. "Kissing You"/"Way to Go"
3. "Gee"
4. "Forever"

Encore
1. "Into The New World"
2. "Oh!"
3. "Twinkle"(Cả chín thành viên)

Main Set

Act 1
1. "Hoot"
2. "Animal"
3. "The Boys"
4. "I Got a Boy"
5. "Say Yes"
6. "Dancing Queen"

Act 2
1. "Mr. Taxi"(Korean version)
2. "T.O.P."
3. "Flower Power"

Act 3
1. "Paparazzi"
2. "Run Devil Run"
3. "Reflection"

Act 4
1. "Promise"
2. "Baby Baby"(Ballad version)

Act 5
1. "I'm A Diamond"
2. "Express 999"
3. "Tell Me Your Wish (Genie)"
4. "The Great Escape"(Brian Lee remix) /"Can't Take My Eyes Off You"

Act 6
1. "My J"
2. "Kissing You"/"Way to Go"
3. "Gee"
4. "Forever"

Encore
1. "Into The New World"
2. "Oh!"
3. "Twinkle"(Cả chín thành viên)

Opening Act

1. "Day n' Night"- TASTY
2. "You Know Me"- TASTY

Main Set 

Act 1
1. "Hoot"
2. "Animal"
3. "The Boys"
4. "I Got a Boy"
5. "Say Yes"
6. "Dancing Queen"

Act 2
1. "Mr. Taxi"(Korean version)
2. "T.O.P."
3. "Flower Power"

Act 3
1. "Paparazzi"
2. "Run Devil Run"
3. "Reflection"

Act 4
1. "Promise"
2. "Baby Baby"(Ballad version)

Act 5
1. "I'm A Diamond"
2. "Express 999"
3. "Tell Me Your Wish (Genie)"
4. "The Great Escape"(Brian Lee remix) /"Can't Take My Eyes Off You"

Act 6
1. "My J"
2. "Kissing You"/"Way to Go"
3. "Gee"
4. "Forever"

Encore
1. "Into The New World"
2. "Oh!"
3. "Twinkle"(Cả chín thành viên)

## Lịch diễn
| Ngày                 | Thành phố/Đặc khu | Quốc gia   | Sân vận động                        | Số người tham dự |
| -------------------- | ----------------- | ---------- | ----------------------------------- | ---------------- |
| 8 tháng 6 năm 2013   | Seoul             | Hàn Quốc   | Nhà thi đấu Thể dục dụng cụ Olympic | 20.000           |
| 9 tháng 6 năm 2013   | Seoul             | Hàn Quốc   | Nhà thi đấu Thể dục dụng cụ Olympic | 20.000           |
| 20 tháng 7 năm 2013  | Đài Bắc           | Đài Loan   | Nhà thi đấu Đài Bắc                 | 22.000           |
| 21 tháng 7 năm 2013  | Đài Bắc           | Đài Loan   | Nhà thi đấu Đài Bắc                 | 22.000           |
| 14 tháng 9 năm 2013  | Jakarta           | Indonesia  | Sân vận động Quốc tế Mata Elang     | 12.000           |
| 12 tháng 10 năm 2013 | Singapore         | Singapore  | Sân vận động trong nhà Singapore    | 8.000            |
| 9 tháng 11 năm 2013  | Hồng Kông         | Trung Quốc | AsiaWorld–Arena                     | 22.000           |
| 10 tháng 11 năm 2013 | Hồng Kông         | Trung Quốc | AsiaWorld–Arena                     | 22.000           |
| 11 tháng 1 năm 2014  | Bangkok           | Thái Lan   | Impact Arena                        | 12.000           |
| 15 tháng 2 năm 2014  | Ma Cao            | Trung Quốc | Cotai Arena                         | 10.000           |
| Tổng cộng            | Tổng cộng         | Tổng cộng  | Tổng cộng                           | 106.000±         |

## Phương tiện truyền thông đại chúng
TV
| Ngày lên sóng            | Quốc gia  | Kênh     | Đêm diễn                              |
| ------------------------ | --------- | -------- | ------------------------------------- |
| ngày 22 tháng 9 năm 2013 | Indonesia | Indosiar | Girls & Peace World Tour in Indonesia |

## Người thực hiện chương trình
- Nghệ sĩ: Taeyeon, Jessica, Sunny, Tiffany, Hyoyeon, Yuri, Sooyoung, Yoona, Seohyun
- Nhà tổ chức: SM Entertainment
- Nhà sáng lập: Dream Maker Entercom (Hàn Quốc), Super Dome (Đài Loan), Dyandra Entertainment & 7Kings Entertainment (Indonesia), Running Into The Sun (Singapore), Media Asia Entertainment Limited & East Asia Entertainment Limited (Hồng Kông), SM True (Thái Lan)
- Khách mời: Tasty(Hồng Kông)